# Соловьёв, Владимир Сергеевич (конструктор)
Влади́мир Серге́евич Соловьёв (1919—1975) — советский конструктор автомобилей, первый главный конструктор ВАЗа.

## Биография
Родился 16 февраля 1919 года в городе Ветлуга Костромской губернии, откуда вся семья (у Владимира было ещё две младших сестры — Тамара и Дина) в 1923 году перебралась в Нижний Новгород.
В 1941 году окончил с отличием автомобильный факультет Горьковского индустриального института по специальности «Автомобили».
С июля 1941 года — конструктор конструкторско-экспериментального отдела Горьковского автомобильного завода. Принимал участие в разработке трансмиссии для танка Т-70 и самоходной установки СУ-76М.
С 1942 года — ведущий конструктор. Проектировал агрегаты трансмиссии легковых автомобилей ГАЗ-М-20 «Победа», ГАЗ-67Б, ГАЗ-69, ГАЗ-12 ЗИМ. Был ведущим конструктором легковых автомобилей ГАЗ-21 «Волга» и ГАЗ-24 «Волга». Участвовал в проектировании автомобиля ГАЗ-13 «Чайка».
С 1951 года — руководитель группы, а с 1953 — начальник бюро легковых автомобилей и заместитель главного конструктора. С 1965 года — главный конструктор по легковым автомобилям.
Приказом Министра автомобильной промышленности СССР № 154-к от 1 октября 1966 года был назначен главным конструктором строящегося автомобильного завода в г. Тольятти, где возглавил работы по ВАЗ-2101.
Руководил разработкой и выпуском легковых автомобилей ВАЗ-21011, ВАЗ-2102, ВАЗ-2103, ВАЗ-2106, а также разработкой модели 1101 (прототип ВАЗ-1111 «Ока»).
Главной работой В. С. Соловьёва на «ВАЗе» стало создание полноприводного автомобиля ВАЗ-2121 «Нива». В 1971 году по его предложению началось проектирование плавающего легкового автомобиля ВАЗ-2122.
15 июня 1975 года был избран депутатом областного совета.
Умер 16 июня 1975 года, похоронен на старогородском кладбище в Тольятти.

## Заслуги
В. С. Соловьёв впервые на Горьковском автозаводе разработал для ГАЗ-12 задний мост с гипоидной главной передачей. Участвовал в создании масла для гипоидных передач.
Впервые в стране разработал и внедрил резиновые самоподжимные манжеты для уплотнения валов, стальные детали с фосфатным антизадирным покрытием.
Имел ряд авторских свидетельств на разработки Горьковского и Волжского заводов.

## Награды
- орден Октябрьской Революции
- орден Трудового Красного Знамени
- медали СССР и ВДНХ

## Память
- В здании Научно-технического центра ОАО «АвтоВАЗ» установлен памятник-бюст первому конструктору завода.
- 2 марта 2018 года в НТЦ АО «АВТОВАЗ» прошло открытие мемориальной зоны с бюстами первого главного конструктора В. Соловьёва и ведущего конструктора проекта ВАЗ-2121 «Нива» П. Прусова.[4]
- Тольяттинской школе № 46 присвоено имя Владимира Сергеевича Соловьёва, в 2020 году в школе ему будет установлена мемориальная доска.[5]

## Интересный факт
- В интервью журналу «Итоги» конструктор автомобиля ВАЗ-2121 «Нива» Пётр Прусов рассказал, что название новой машины создатели составили из первых букв имён дочерей самого Прусова — Натальи и Ирины и сыновей В. С. Соловьёва — Вадима и Андрея[6][7].